# جيمي ريد
جيمي ريد (بالإنجليزية: Jamie Reid)‏ (11 يناير 1994 بدندي في المملكة المتحدة -) هو لاعب كرة قدم بريطاني في مركز الوسط. لعب مع نادي دندي ونادي ستنهاوسموير وإلغين سيتي ‏ ونادي مونتروز لكرة القدم.

## وصلات خارجية
- جيمي ريد على موقع قاعدة بيانات كرة القدم.إي يو (الإنجليزية)
- جيمي ريد على موقع Soccerway.com (الإنجليزية)